# Tropico (jeu vidéo)
Pour les articles homonymes, voir Tropico (homonymie).
Tropico est un jeu vidéo de simulation de construction et de gestion développé par PopTop Software et publié par Gathering of Developers en avril 2001 sur les systèmes Windows et Mac OS. Feral Interactive a développé et publié un certain nombre de jeux de la série pour Mac OS X.
Le jeu présente avec humour des républiques bananières semi-démocratiques, tout en faisant référence à des thèmes tels que le totalitarisme, la fraude électorale et l'intervention de grandes entreprises (United Fruit est implicite) et des superpuissances de la guerre froide (États-Unis et Union soviétique).
Il est similaire au précédent jeu 8 bits Dictator (1983) de DK'Tronics (en), à la différence que dans Dictator le succès se mesure au montant déposé sur le compte bancaire suisse du dictateur, qui est un compte offshore.

## Présentation
Dans Tropico, le joueur incarne « El Presidente », un dictateur/président qui doit gérer un pays insulaire fictif des Caraïbes nommé Tropico, pendant la guerre froide et au-delà. Il se retrouve alors confronté à de nombreux problèmes : politiques, économiques, sociologiques, écologiques, etc.
Indépendamment des autres conditions de victoire, l'objectif principal de toute partie de Tropico est de se maintenir au pouvoir. Si la population de l'île désapprouve les actions du joueur, elle peut voter pour destituer son dirigeant. Les factions et les pouvoirs peuvent également mettre fin au règne d'« El Presidente » ou le perturber : les rebelles peuvent vaincre l'armée et prendre d'assaut le palais présidentiel ; si l'armée est mécontente de son dirigeant, elle peut organiser un coup d'État.
Le joueur peut recevoir diverses aides provenant des deux blocs : Soviétique et Américain. Ces blocs peuvent, en plus de fournir une aide financière, offrir un soutien scientifique qui augmentera la rentabilité de l'ile dans certains domaines.
Pour se rapprocher du bloc américain et avoir plus d'aides financières, le joueur doit développer les hôtels et les banques offshore, et s'il veut l'aide de l'URSS, il doit développer l'industrie et vendre davantage de production. Une fois qu'un niveau de relation devient assez élevé avec l'un des deux blocs, le joueur peut demander la construction d'une base militaire pour se protéger de l'autre bloc.
Le joueur peut émettre plusieurs décrets gouvernementaux, dont certains nécessitent des financements ou la disponibilité de bâtiments spécifiques. Ces décrets permettent d'obtenir divers effets dans le jeu, allant de l'apaisement d'une superpuissance en la louant ouvertement, jusqu'à l'instauration de la loi martiale ou encore l'octroi d'un allègement fiscal pour la population.
Tropico propose deux modes de jeu : scénario ou partie personnalisée/carte aléatoire. Les scénarios sont des conditions de jeu prédéterminées avec des objectifs définis à atteindre pour gagner. Le jeu comprend plusieurs scénarios, chacun avec un niveau de difficulté prédéfini. Les parties personnalisées permettent de contrôler pratiquement toutes les conditions de départ. Le joueur peut personnaliser la carte de l'île, en ajustant sa taille et son inclinaison selon ses préférences. De nombreux autres aspects du jeu, comme la difficulté politique et économique, peuvent également être personnalisés pour rendre le jeu plus facile ou plus difficile. La partie personnalisée permet également au joueur de choisir la durée de la simulation (minimum 10 ans, maximum 70 ans, le jeu se déroulant généralement de 1950 à 2000), ainsi que les conditions déterminant la victoire (le cas échéant). Le jeu comprend également un tutoriel qui enseigne au joueur les mécanismes et les commandes du jeu.
À la fin de la partie, le jeu calcule un score pour le joueur, basé sur une variété de facteurs y compris le bonheur des citoyens de l'île, la santé de l'économie, le montant d'argent que le joueur a mis de côté pour sa retraite sur un compte bancaire suisse et le niveau de difficulté choisi au début du jeu.

## Tropico: Paradise Island
Tropico: Paradise Island est l'extension du jeu, sortie en 2002. Elle intègre de nouveaux scénarios, constructions et lois. Cette extension développe également le tourisme et la dimension militaire du jeu.

## Accueil

### Tropico
| Tropico               |      |       |
| Média                 | Nat. | Notes |
| Computer Gaming World | US   | 3.5/5 |
| GameSpot              | US   | 86 %  |
| Gen4                  | FR   | 12/20 |
| Jeuxvideo.com         | FR   | 15/20 |
| Joystick              | FR   | 90 %  |
| PC Zone               | UK   | 59 %  |

### Tropico: Paradise Island
| Tropico: Paradise Island |      |       |
| Média                    | Nat. | Notes |
| Computer Gaming World    | US   | 2.5/5 |
| GameSpot                 | US   | 84 %  |
| Jeuxvideo.com            | FR   | 15/20 |
| Joystick                 | FR   | 80 %  |